# Oleg Logvin
Oleg Logvin, född den 23 maj 1959 i Minsk, Vitryska SSR, Sovjetunionen, är en sovjetisk tävlingscyklist.
Han tog OS-guld i lagtempoloppet vid olympiska sommarspelen 1980 i Moskva.